# Ust'-Kubinskij rajon
Il Ust'-Kubinskij rajon (in russo Усть-Кубинский район?) è un rajon dell'Oblast' di Vologda, nella Russia europea; il capoluogo è Ust'e.